# 大分共同発電所
大分共同発電所（おおいたきょうどうはつでんしょ）は、大分県大分市大字西ノ洲1にある火力発電所。九州共同発電株式会社が設置・運営している。

## 概要
富士製鐵と九州電力の出資で1969年に設立された大分共同火力株式会社が建設に着手し、新日本製鐵大分製鐵所（現・日本製鉄 九州製鉄所大分地区）1号高炉の火入れに合わせ、1972年4月に1号機が、翌年に2号機が運転を開始した。
燃料は製鉄所で発生する副生ガス（高炉ガス及びコークス炉ガス）を主に使用し、電力を同製鉄所および九州電力に供給している。重油の使用量が少ないため硫黄酸化物の排出量が少ないほか、炉内温度を抑えることができ、窒素酸化物の排出量も少ないという特徴を有する。当初のガス混焼割合は75%であったが、1980年にボイラーの改造を行い、副生ガスのみでの運転（ガス専焼）が可能とされている。
2015年2月2日、排熱回収型コンバインドサイクル発電方式を採用した3号機が営業運転を開始した。
2024年10月以降、大分共同火力株式会社と戸畑共同火力株式会社との統合により発足した九州共同発電株式会社が運営している。

## 発電設備
- 総出力：65.5万kW[1]

1号機
発電方式：汽力発電
定格出力：25.5万kW
使用燃料：高炉ガス、コークス炉ガス、重油
営業運転開始：1972年4月
2号機
発電方式：汽力発電
定格出力：25.5万kW
使用燃料：高炉ガス、コークス炉ガス、重油
営業運転開始：1973年4月
3号機
発電方式：1,250℃級コンバインドサイクル発電方式
定格出力：14.5万kW
　ガスタービン：8.5万kW × 1軸
　蒸気タービン：6万kW × 1軸
使用燃料：高炉ガス、コークス炉ガス
熱効率：46.5%（低位発熱量基準）
着工：2012年10月
営業運転開始：2015年2月2日